# 신기준
신기준(2001년 7월 27일 ~ )은 대한민국의 배우이다.

## 출연작

### 드라마
- 《내사랑 금지옥엽》 (KBS2, 2008년) - 이은우 역
- 《그저 바라보다가》 (KBS2, 2009년) - 어린 구동백 역
- 《천국의 아이들》 (SBS, 2009년) - 정훈 역
- 《원시가족 뚜따 패밀리》 (EBS, 2009년) - 뚜따 역
- 《살맛 납니다》 (MBC, 2009년)
- 《제중원》 (SBS, 2010년)
- 《영광의 재인》 (KBS2, 2011년)
- 《천상의 화원 곰배령》 (채널A, 2011년) - 공병도 역
- 《트라이앵글》 (MBC, 2014년) - 어린 장동수 역
- 《마법 천자문》 (KBS2, 2014년) - 손오공 역
- 《일편단심 민들레》 (KBS2, 2014년) - 어린 차용수 역
- 《천국의 눈물》 (MBN, 2014년) - 차성탄 / 어린 이기현 역
- 《화정》 (MBC, 2015년) - 어린 소현세자 역
- 《나청렴의원 납치사건》 (SBS, 2016년) - 현우 역
- 《대박》 (SBS, 2016년) - 어린 이인좌 역
- 《불어라 미풍아》 (MBC, 2016년) - 어린 김영철 역
- 《아버님 제가 모실게요》 (MBC, 2016년) - 한지훈 역
- 《드라마 스테이지 - 인출책》 (tvN, 2018년) - 박지호 역
- 《열여덟의 순간》 (JTBC, 2019년) - 하심복 역
- 《아무것도 하고 싶지 않아》 (ENA, 2022년) - 김하늘 역

### 영화
- 《미스터 주부 퀴즈왕》 (2005년)
- 《밥덩이》 (2012년)
- 《고양이》 (2014년) - 지웅 역
- 《살인자의 기억법》 (2017년) - 소년 김병수 역
- 《가을 우체국》 (2017년) - 어린 임준 역
- 《남한산성》 (2017년) - 소현세자 역

### 연극
- 《가시고기》 (2011년) - 정다움 역